# برينان هارت
فابيان بوهن (Fabian bohn)  و يعرف أكثر باسمه الفني  برينان هارت (Brinnan Heart)  هو دي جي و منتج هولاندي من مواليد 2 مارس 1982 . سنة 2016 جاء في المركز 58 عالميا في ترتيب الدي جي التي تصدره مجلة دي جي .